# Василисник водосборолистный
Васили́сник водосбороли́стный, или Васили́сник водосбо́рный (лат. Thalíctrum aquilegiifólium) — многолетнее травянистое растение, вид рода Василисник (Thalictrum) семейства Лютиковые (Ranunculaceae).

## Название
Видовой эпитет в научном названии связан со сходством листьев растения с листьями представителей рода Водосбор (Aquilegia).

## Ботаническое описание

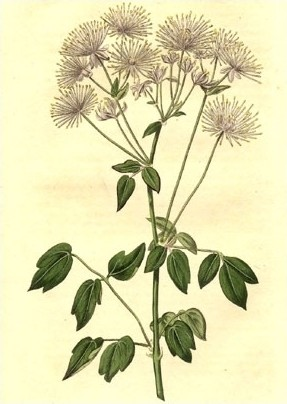
Василисник водосборолистный. Ботаническая иллюстрация из английского журнала Botanical Magazine (1819)

Многолетнее травянистое растение. Высота взрослых растений — от 50 до 150 см.
Корневище короткое.
Стебель облиственный, листья на нём расположены равномерно. Листья очерёдные, сложные, состоят из многочисленных листочков длиной от 2 до 5 см. Листочки округло-обратнояйцевидные, зубчато-лопастные, зелёные, снизу сизоватые. В разветвлениях черешка имеются прилистнички. В отличие от некоторых других видов василисника листья у этого вида не кожистые.

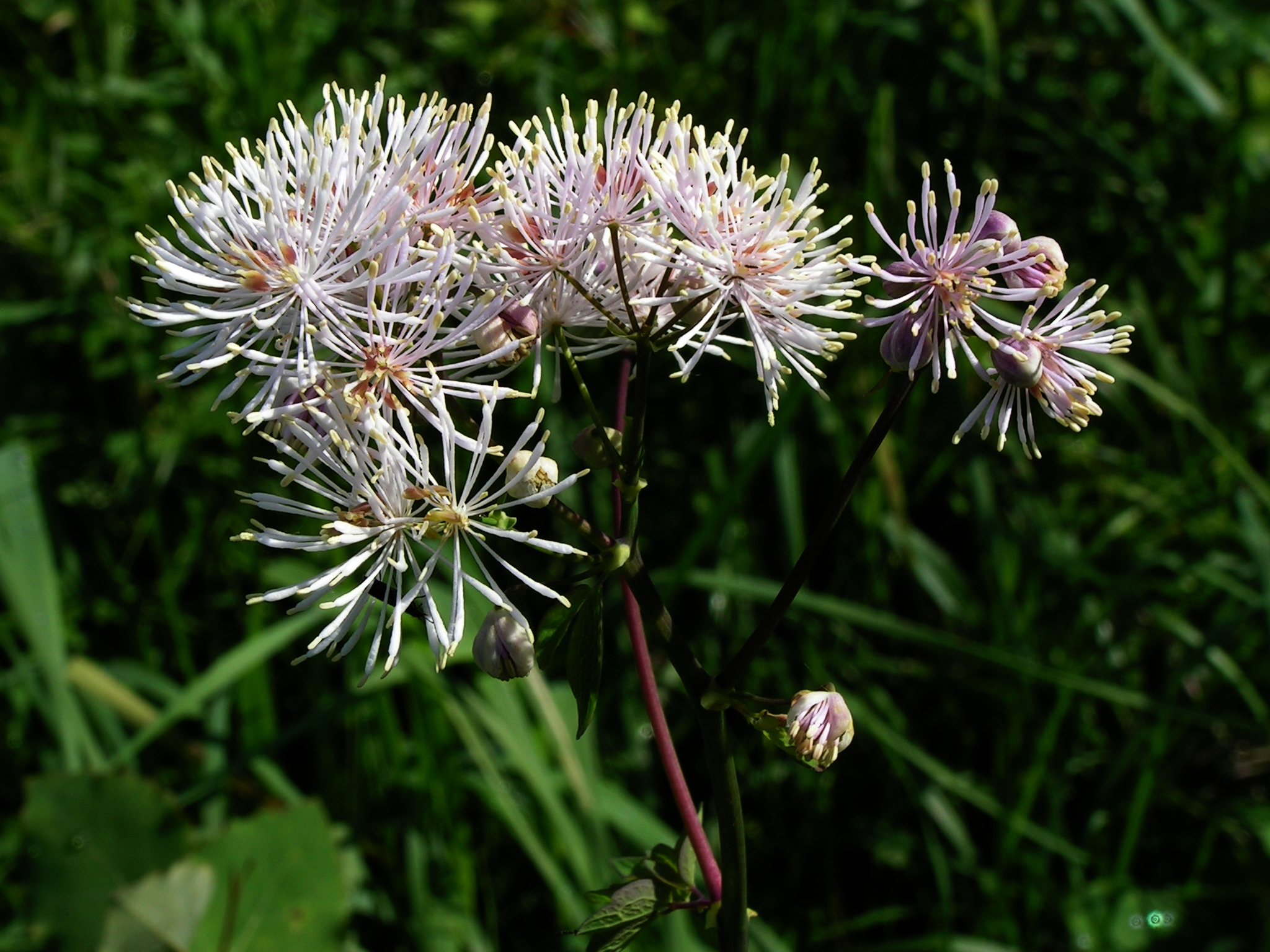
Цветки крупным планом

Цветки актиноморфные, без шпорцев (в отличие от некоторых других растений этого семейства), мелкие, собраны в крупные щитковидные метёлки. Околоцветник простой венчиковидный, состоит из четырёх листочков белого, бледно-лилового или зеленоватого цвета; при распускании цветков эти листочки опадают. Гинецей апокарпный, из 5—20 семязачатков. Семязачатки одногнёздные, с почти сидячим рыльцем. Завязь верхняя. Тычинки длинные, многочисленные, лиловатого цвета; нити тычинок бледно-лиловые, реже чисто белые, в верхней части расширенные (по ширине равны пыльникам). Время цветения — первая половина лета.
Плод — многоорешек, состоящий из односеменных плодиков (орешков). Орешки — длиной около 7 мм, с длинными плодоножками, крыльями на рёбрах и коротким сплюснутым носиком. Время созревания плодов — июль-август.

## Распространение и экология
Растение распространено в европейской части России, в Средней и Южной Европе, на Балканах, в Малой Азии.
Встречается в лиственных лесах, среди кустарников, на сыроватых опушках.

## Химический состав
В листьях обнаружен глюкозид лиманарин ({\displaystyle {\ce {C10H17O6N}}}), отщепляющий синильную кислоту. Из 100 грамм листьев может образоваться 50—60 мг {\displaystyle {\ce {HCN}}}. Листья содержат свободную синильную кислоту (0,024—0,030 %). По наблюдениям, на протяжении одного сезона содержание глюкозида и синильной кислоты с июня по сентября уменьшилось вдвое, в следующий сезон оно оставалось неизменным. При высушивании остаются лишь следы синильной кислоты. Семена содержат 16,5 % масла.

### Токсичность
Василисник водосборолистный, как и многие другие виды этого рода, — ядовитое растение.

## Хозяйственное значение и использование
По наблюдениям, на севере Архангельской области верхушки стеблей и соцветия хорошо поедаются оленями. Корни считаются ядовитыми для свиней. Поедается овцами, козами, лошадьми, крупным рогатым скотом.
Василисник водосборолистный иногда культивируется как садовое красивоцветущее растение.

## Классификация

### Таксономия
Thalictrum aquilegiifolium L., 1753, Sp. Pl. : 547
Вид Василисник водосборолистный относится к роду Василисник (Thalictrum) семейства Лютиковые (Ranunculaceae) порядка Лютикоцветные (Ranunculales). Таксономическая схема в соответствии с Системой APG IV по состоянию на июнь 2024 года:
|  |                                      |  |                                   |                                   |                     |  | ещё 6 семейств | ещё 6 семейств |                                 |  |                         |  | еще 198 подтвержденных видов и 234 вида, ожидающих подтверждения | еще 198 подтвержденных видов и 234 вида, ожидающих подтверждения |  |
|  |                                      |  |                                   |                                   |                     |  | ещё 6 семейств | ещё 6 семейств |                                 |  |                         |  | еще 198 подтвержденных видов и 234 вида, ожидающих подтверждения | еще 198 подтвержденных видов и 234 вида, ожидающих подтверждения |  |
|  |                                      |  |                                   | порядок Лютикоцветные             |                     |  |                |                | род Василисник                  |  |                         |  |                                                                  |                                                                  |  |
|  |                                      |  |                                   | порядок Лютикоцветные             |                     |  |                |                | род Василисник                  |  | 2 внутривидовых таксона |  |                                                                  |                                                                  |  |
|  | отдел Цветковые, или Покрытосеменные |  |                                   |                                   | семейство Лютиковые |  |                |                | вид Василисник водосборолистный |  |                         |  |                                                                  |                                                                  |  |
|  | отдел Цветковые, или Покрытосеменные |  |                                   |                                   |                     |  |                |                |                                 |  |                         |  |                                                                  |                                                                  |  |
|  |                                      |  | ещё 63 порядка цветковых растений | ещё 63 порядка цветковых растений |                     |  |                | ещё 53 рода    | ещё 53 рода                     |  |                         |  |                                                                  |                                                                  |  |
|  |                                      |  |                                   | ещё 63 порядка цветковых растений |                     |  |                |                | ещё 53 рода                     |  |                         |  |                                                                  |                                                                  |  |

### Синонимы
- Leucocoma canadensis Nieuwl.
- Thalictrum alatum Dulac
- Thalictrum atropurpureum Jacq.
- Thalictrum borderi Gand.
- Thalictrum canadense Mill.
- Thalictrum cornuti L.
- Thalictrum crossaeum Heldreich & Charrel
- Thalictrum integratum Gand.
- Thalictrum juranum Gand.
- Thalictrum laxiflorum Schur
- Thalictrum niveum Lecoy.
- Thalictrum obtusilobum Gand.
- Thalictrum oxyphyllum Gand.
- Thalictrum platyphyllum Gand.
- Thalictrum platystemon Lecoy.
- Thalictrum pyrrha Gand.
- Thalictrum tenerifolium Gand.
- Tripterium aquilegifolium Bercht. & J.Presl
- Tripterium contortum Bercht. & J.Presl
- Tripterium pauciflorum Schur

## Комментарии
1. ↑  В литературе нередко встречается написание «василистник».